# Técnica de capacitación del semen
La técnica de capacitacióndel del semen mediante centrifugación diferencial permite separar espermatozoides por centrifugación a través de capas de un coloide. Este coloide suele ser normalmente partículas de sílice rodeadas por polivinilpolipirrolidona (PVP) y se suelen usar gradientes de dos densidades (45-90%) o tres (45-60-90%). 

## Fundamento
Esta estrategia aprovecha la diferencia de densidad de los diferentes componentes seminales y la movilidad y morfología de los espermatozoides. Los más móviles (tipo A y B) conseguirán atravesar más rápidamente las diferentes capas de los gradientes hasta situarse en el fondo, mientras que los tipo C y D junto con otros componentes seminales (restos celulares, plasma seminal) quedan en capas del gradiente superiores.

## Metodología
Tras la obtención de la muestra seminal, esta es sometida a un lavado simple. Antes de empezar a preparar el gradiente, habrá que decidir el volumen de capa que se va a usar, sobre la base de las características de la muestra (principalmente concentración y movilidad) que se han determinado con anterioridad. A continuación se prepara el gradiente de densidad: en un tubo cónico de centrífuga ligeramente inclinado se depositan con sumo cuidado las diferentes capas del gradiente de mayor a menor densidad evitando que se mezclen. Una vez hecho esto, sobre el gradiente formado se aplica la muestra y se centrifuga a 300 G durante 20 minutos aproximadamente (dependiendo del protocolo este valor puede variar). Del tubo ya centrifugado se aspira la parte inferior que será la más enriquecida en espermatozoides móviles progresivos. Esta fracción se resuspende en 0.5 a 1ml de cultivo y se vuelve a centrifugar esta vez 5 minutos a 400 G, el sobrenadante se decanta y el pellet obtenido se vuelve a resuspender en 0.5 ml de cultivo concluyendo así la capacitación.
Es importante observar si en la muestra a capacitar encontramos cuerpos gelatinosos ya que, al ser más densos y de gran tamaño frente a los espermatozoides, pueden romper las capas del gradiente durante la centrifugación y facilitar el paso de componentes no deseados hacia el fondo del tubo disminuyendo considerablemente la eficacia de la capacitación.

## Ventajas
Entre las principales ventajas de esta técnica frente a otras técnicas de capacitación se puede destacar la alta tasa de recuperación de espermatozoides y la capacidad de aislarlos de otros residuos reflejada en fracciones mucho más limpias. Es por ello, por lo que está indicada para muestras oligozoospérmicas, astenozoospérmicas y con abundantes células y detritos. .

## Inconvenientes
Se trata de una técnica que requiere precisión y cuidado en la preparación de los gradientes. Es uno de los métodos más caros. Entraña un posible riesgo de endotoxinas. Es importante mencionar que con este sistema no se puede usar Percoll.

## Otras técnicas de capacitación del semen in vitro
Además de la técnica de capacitación del semen mediante gradientes de densidad, existen otros tres tipos clásicos de capacitación: 
- Lavado simple: Se lava el semen para eliminar el plasma seminal. Se realiza una centrifugación y se elimina el sobrenadante, para quedarnos con todos los espermatozoides. Con esta técnica no somos capaces de aislar los espermatozoides móviles. Se indica en oligozoospermia severa, criptozoospermia o muestras de biopsia de testículos. Se usa también como paso previo a otras de las técnicas como la migración, los gradientes de densidad o los filtros.
- Migración (Swim-up): Después de 10 minutos de centrifugación, se elimina el plasma y se añade el medio de cultivo. Después de 45 minutos en el incubador a 37 °C, los espermatozoides con mejor movilidad nadan hacia arriba (swim-up). Esta técnica se indica en normozoospermia. Permite obtener fracciones con más del 90% de espermatozoides con movimiento progresivo. Hoy en día sigue utilizándose esta técnica.
- Filtros: Se usa menos en la actualidad. Se basa en que solo los espermatozoides con mejor motilidad pasaran a través del filtro. Los hay de muchos tipos: filtrar por fibra de vidrio, filtrar por perlas de vidrio, columna sephadex, migración transmembrana (nucleoporo).

Actualmente, se están utilizando nuevas técnicas como las columnas de anexina, que buscan aspectos más moleculares. Por ejemplo, identifican aquellos espermatozoides en los que se está activando algún mecanismo que pueda acabar en apoptosis.